# Niederglatt
Niederglatt is een gemeente en plaats in het Zwitserse kanton Zürich, en maakt deel uit van het district Dielsdorf.

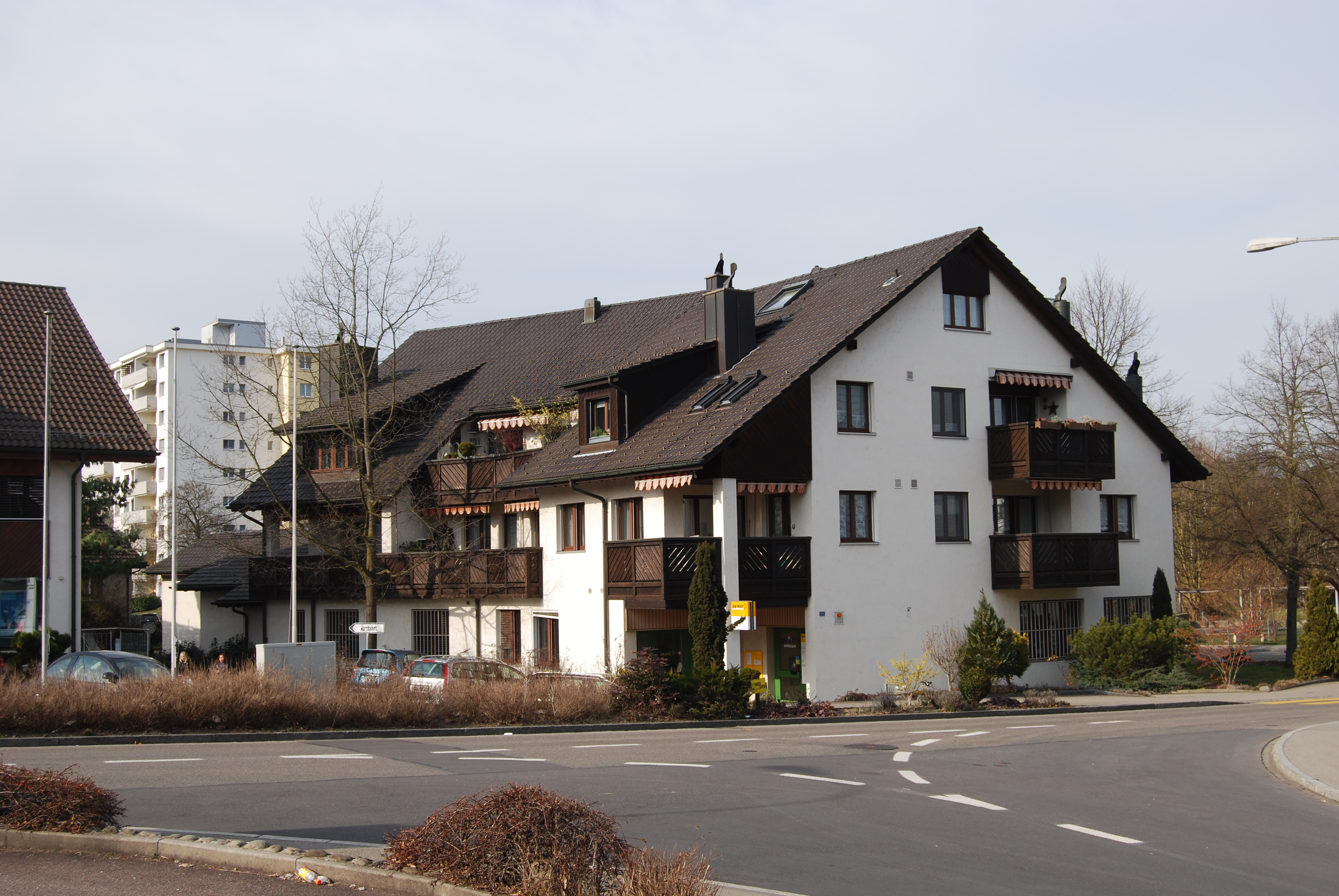
Niederglatt

Niederglatt telt 4231 inwoners.